# Mette Barlie
Mette Barlie (ur. 23 kwietnia 1964) – norweska zapaśniczka walcząca w stylu wolnym. Srebrna medalistka mistrzostw świata w 1995 i 1997; piąta w 1998 i 1999. Wicemistrzyni Europy w 1997 i 1998; trzecia w 1996; czwarta w 1999 roku.
Mistrzyni Norwegii w 1994, 1995, 1997, 1998 i 1999 roku.